# Brethel
Brethel ist eine französische Gemeinde mit 136 Einwohnern (Stand: 1. Januar 2022) im Département Orne in der Region Normandie. Sie gehört zum Arrondissement Mortagne-au-Perche und zum Kanton Tourouvre au Perche. 

## Lage
Die Gemeinde Brethel liegt in einem Seitental der Risle, neun Kilometer südwestlich von L’Aigle. Nachbargemeinden von Brethel sind Saint-Hilaire-sur-Risle im Nordwesten, Aube im Norden, Écorcei im Osten, Auguaise im Süden und Le Ménil-Bérard im Südwesten.

## Bevölkerungsentwicklung
| Jahr                       | 1962 | 1968 | 1975 | 1982 | 1990 | 1999 | 2011 | 2021 |
| -------------------------- | ---- | ---- | ---- | ---- | ---- | ---- | ---- | ---- |
| Einwohner                  | 136  | 125  | 104  | 108  | 116  | 116  | 140  | 146  |
| Quellen: Cassini und INSEE |      |      |      |      |      |      |      |      |

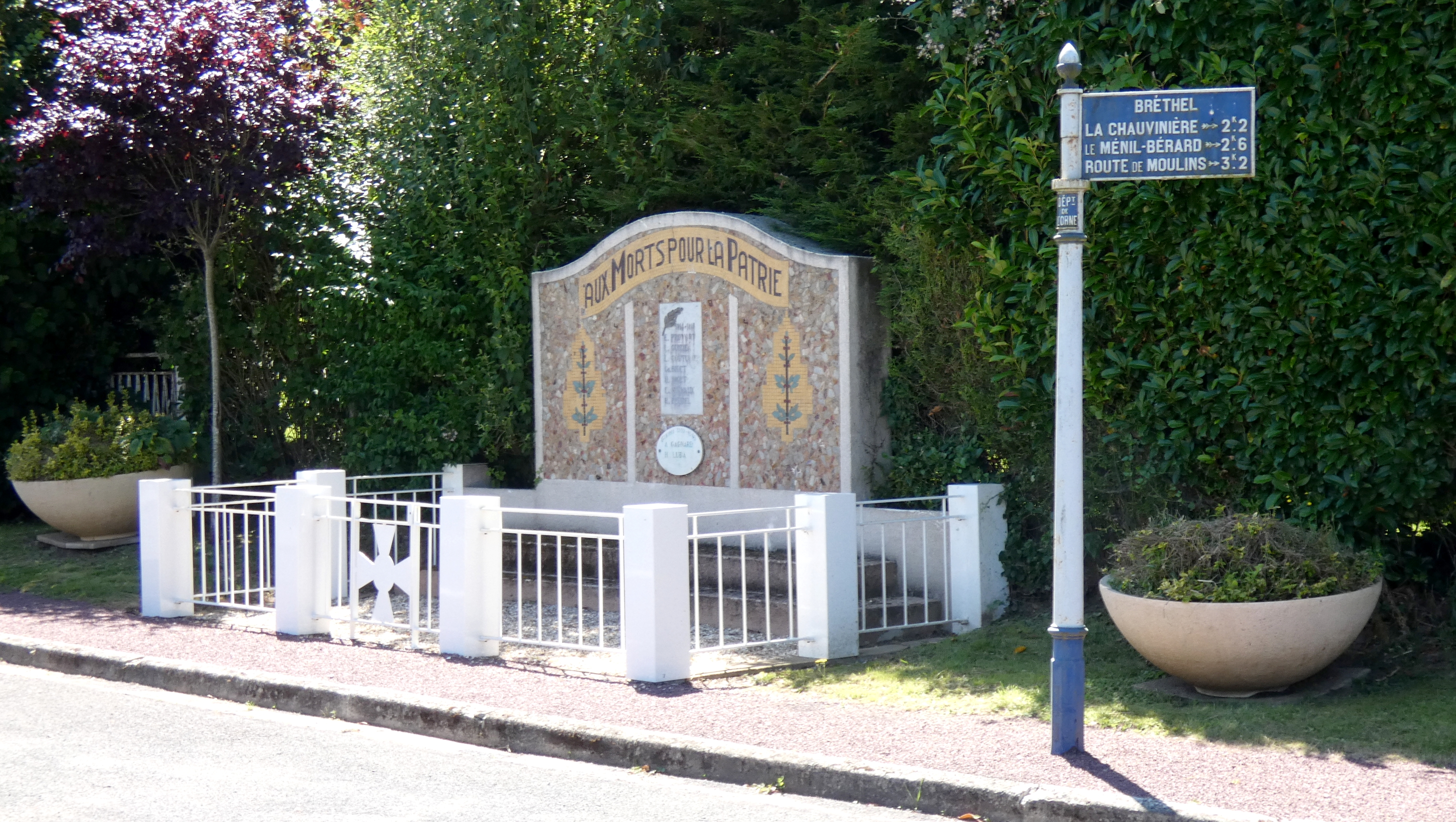
Gefallenendenkmal